# Dixon Island, Nunavut
Dixon Island är en ö i Kanada.   Den ligger i territoriet Nunavut, i den nordöstra delen av landet, 3 100 km nordväst om huvudstaden Ottawa. Arean är 11,5 kvadratkilometer.
Terrängen på Dixon Island är platt. Öns högsta punkt är 56 meter över havet. Den sträcker sig 3,7 kilometer i nord-sydlig riktning, och 5,7 kilometer i öst-västlig riktning.